# Chabib Abdulmanapowitsch Nurmagomedow
Chabib Abdulmanapowitsch Nurmagomedow (russisch Хабиб Абдулманапович Нурмагомедов, englische Transkription: Khabib Abdulmanapovich Nurmagomedov; * 20. September 1988 in Sildi, Dagestanische ASSR, Russische SFSR, Sowjetunion) ist ein ehemaliger russischer Mixed-Martial-Arts-Kämpfer awarischer Herkunft im Leichtgewicht und ungeschlagener UFC-Weltmeister in dieser Gewichtsklasse (Stand August 2024).

## Leben
Nurmagomedow gehört der kaukasischen Volksgruppe der Awaren an. Sein Markenzeichen ist eine weiße Papacha, eine in der Kaukasusregion weit verbreitete, traditionelle Kopfbedeckung aus Schafsfell.
Nurmagomedow betreibt seit seinem 6. Lebensjahr Kampfsport. Sein Vater Abdulmanap Nurmagomedow, selbst ein bekannter Judoka, trainierte ihn. Nurmagomedow trainierte unter anderem in den Kampfsportarten des Sambo, Judo, Pankration und Freistilringen. Sein Kampfname ist The Eagle.
Im September 2008 gab er mit einem vorzeitigen Sieg über den Aserbaidschaner Vüsal Bayramov sein Profidebüt.
Am 7. April im Jahr 2018 kämpfte er gegen den US-Amerikaner Al Iaquinta um die vakante UFC-Weltmeisterschaft und siegte durch einstimmige Punktrichterentscheidung. Somit ist Nurmagomedow der erste Russe, der (unabhängig von den Gewichtsklassen) einen UFC-Weltmeistertitel gewinnen konnte.
Am 6. Oktober 2018 besiegte Nurmagomedow den ehemaligen UFC-Leichtgewichtsweltmeister Conor McGregor, indem er ihn in der vierten Runde zur Aufgabe zwang. Nach dem Kampf kam es zum Eklat, als Nurmagomedow nach seinem Sieg aus dem Oktagon kletterte und sich eine Schlägerei mit McGregors Teamkollegen Dillon Danis lieferte, nachdem ihn dieser beleidigt hatte, indem er ihn als Terroristen bezeichnete, sich über den Propheten Muhammed lustig machte, seinen Vater und alle Muslime als Selbstmordattentäter bezeichnete und somit nicht nur ihn, sondern sein ganzes Team provoziert hatte. Nurmagomedow wurde ohne eine Siegerehrung und unter den Pfiffen der Zuschauer von der Polizei aus der Arena begleitet.
Am 7. September 2019 besiegte Chabib Nurmagomedow Dustin Poirier in der dritten Runde via Submission (rear-naked-choke). Zuvor versuchte Poirier mehrmals erfolglos mit dem Versuch eines Guillotine-Chokes Nurmagomedow zur Aufgabe zu zwingen.
Er gab am 24. Oktober 2020, direkt nach seinem 29. Kampf bzw. Sieg, sein Karriereende bekannt. Er löste damit das Versprechen ein, das er seiner Mutter gegeben hatte, keine weiteren Kämpfe in Abwesenheit seines Vaters zu bestreiten, der im Sommer 2020 an COVID-19 verstorben war.
Am 30. Oktober 2020 äußerte sich Nurmagomedow auf seinem zu diesem Zeitpunkt rund 25 Millionen Abonnenten zählenden Instagram-Account im Zusammenhang mit den Kontroversen um die Mohammed-Karikaturen. Er nannte Frankreichs Präsident Emmanuel Macron einen Unmenschen, der die Beleidigungen von 1,5 Milliarden Muslimen mit inspiriere. In diesem Zusammenhang äußerte Nurmagomedow wörtlich in Richtung Macrons: „Möge der Allmächtige das Gesicht dieser Kreatur und all seiner Anhänger entstellen, die unter dem Motto der Meinungsfreiheit die Gefühle von mehr als anderthalb Milliarden muslimischen Gläubigen verletzen. Möge der Allmächtige sie in diesem und im nächsten Leben demütigen.“

## Liste der Profikämpfe
| Ergebnis | Profi-Rekord | Gegner                                             | Datum              | Veranstaltung                                                   | Methode                     | Runde | Zeit |
| -------- | ------------ | -------------------------------------------------- | ------------------ | --------------------------------------------------------------- | --------------------------- | ----- | ---- |
| Sieg     | 1-0          | Vüsal Bayramov                                     | 13. September 2008 | CSFU: Champions League (Poltawa, Ukraine)                       | Aufgabe (triangle choke)    | 1     | 2:20 |
| Sieg     | 2-0          | Magomed Magomedow                                  | 11. Oktober 2008   | Pankration Atrium Cup (Moskau, Russland)                        | Punktsieg (einstimmig)      | 2     | 5:00 |
| Sieg     | 3-0          | Ramasan Kurbanismailow                             | 11. Oktober 2008   | Pankration Atrium Cup (Moskau, Russland)                        | Punktsieg (einstimmig)      | 1     | 1:09 |
| Sieg     | 4-0          | Schamil Abdulkerimow                               | 11. Oktober 2008   | Pankration Atrium Cup (Moskau, Russland)                        | Punktsieg (einstimmig)      | 1     | 1:22 |
| Sieg     | 5-0          | Said Achmed                                        | 8. August 2009     | Tsumada Fighting Championship 3 (Agvil, Dagestan, Russland)     | TKO (Schläge)               | 1     | 2:05 |
| Sieg     | 6-0          | Eldar Eldarow                                      | 8. August 2009     | Tsumada Fighting Championship 3 (Agvil, Dagestan, Russland)     | TKO (Schläge)               | 2     | 2:44 |
| Sieg     | 7-0          | Schachbulat Schamchalajew                          | 3. November 2009   | M-1 Challenge: 2009 Selections 9 (St. Petersburg, Russland)     | Aufgabe (Armbar)            | 1     | 2:31 |
| Sieg     | 8-0          | Ali Bagow                                          | 10. Juni 2010      | Golden Fist Russia (Moskau, Russland)                           | Punktsieg (einstimmig)      | 2     | 5:00 |
| Sieg     | 9-0          | Wital Astrouski                                    | 18. September 2010 | M-1 Selection Ukraine 2010: Clash of the Titans (Kiew, Ukraine) | TKO (Schläge)               | 1     | 4:06 |
| Sieg     | 10-0         | Oleksandr Ahafonow                                 | 12. Februar 2011   | M-1 Selection Ukraine 2010: The Finals (Kiew, Ukraine)          | TKO (corner stoppage)       | 2     | 5:00 |
| Sieg     | 11-0         | Said Chalilow                                      | 9. April 2011      | ProFC: Union Nation Cup 14 (Rostow am Don, Russland)            | Aufgabe (Kimura)            | 1     | 3:16 |
| Sieg     | 12-0         | Aschot Schaginjan                                  | 5. Mai 2011        | ProFC: Union Nation Cup 15 (Rostow am Don, Russland)            | TKO (Schläge)               | 1     | 2:18 |
| Sieg     | 13-0         | Kadschik Abadschjan                                | 2. Juli 2011       | ProFC: Union Nation Cup Final (Rostow am Don, Russland)         | Aufgabe (triangle choke)    | 1     | 4:28 |
| Sieg     | 14-0         | Chamis Mamedow                                     | 5. August 2011     | ProFC 30: Battle on Don (Rostow am Don, Russland)               | Aufgabe (triangle choke)    | 1     | 3:15 |
| Sieg     | 15-0         | Wadim Sandulski                                    | 15. September 2011 | ProFC / GM Fight: Ukraine Cup 3 (Odessa, Ukraine)               | Aufgabe (triangle choke)    | 1     | 3:01 |
| Sieg     | 16-0         | Arymarcel Santos "Chocolate"                       | 22. Oktober 2011   | ProFC 36: Battle on the Caucas (Khasavyurt, Dagestan, Russland) | TKO (Schläge)               | 1     | 3:33 |
| Sieg     | 17-0         | Kamal Shalorus                                     | 20. Januar 2012    | UFC on FX: Guillard vs. Miller (Nashville, Tennessee, USA)      | Aufgabe (rear-naked choke)  | 3     | 2:08 |
| Sieg     | 18-0         | Gleison Tibau                                      | 7. Juli 2012       | UFC 148 (Las Vegas, Nevada, USA)                                | Punktsieg (einstimmig)      | 3     | 5:00 |
| Sieg     | 19-0         | Thiago Tavares                                     | 19. Januar 2013    | UFC on FX: Belfort vs. Bisping (São Paulo, Brasilien)           | KO (Schläge und Ellenbogen) | 1     | 1:55 |
| Sieg     | 20-0         | Abel Trujillo                                      | 25. Mai 2013       | UFC 160 (Las Vegas, Nevada, USA)                                | Punktsieg (einstimmig)      | 3     | 5:00 |
| Sieg     | 21-0         | Pat Healy                                          | 21. September 2013 | UFC 165 (Toronto, Ontario, Kanada)                              | Punktsieg (einstimmig)      | 3     | 5:00 |
| Sieg     | 22-0         | Rafael dos Anjos                                   | 19. April 2014     | UFC on Fox: Werdum vs. Browne (Orlando, Florida, USA)           | Punktsieg (einstimmig)      | 3     | 5:00 |
| Sieg     | 23-0         | Darrell Horcher                                    | 16. April 2016     | UFC on Fox: Teixeira vs. Evans (Tampa, Florida, USA)            | TKO (Schläge)               | 2     | 3:38 |
| Sieg     | 24-0         | Michael Johnson                                    | 12. November 2016  | UFC 205 (New York, USA)                                         | Aufgabe (Kimura)            | 3     | 2:31 |
| Sieg     | 25-0         | Edson Barboza                                      | 30. Dezember 2017  | UFC 219 (Las Vegas, Nevada, USA)                                | Punktsieg (einstimmig)      | 3     | 5:00 |
| Sieg     | 26-0         | Al Iaquinta UFC-Leichtgewicht-Weltmeisterschaft    | 7. April 2018      | UFC 223 (Brooklyn, New York, USA)                               | Punktsieg (einstimmig)      | 5     | 5:00 |
| Sieg     | 27-0         | Conor McGregor UFC-Leichtgewicht-Titelverteidigung | 6. Oktober 2018    | UFC 229 (Las Vegas, Nevada, USA)                                | Aufgabe (neck crank)        | 4     | 3:03 |
| Sieg     | 28-0         | Dustin Poirier UFC-Leichtgewicht-Titelverteidigung | 7. September 2019  | UFC 242 (Abu Dhabi, VAE)                                        | Aufgabe (rear naked choke)  | 3     | 2:06 |
| Sieg     | 29-0         | Justin Gaethje UFC-Leichtgewicht-Titelverteidigung | 24. Oktober 2020   | UFC 254 (Abu Dhabi, VAE)                                        | Aufgabe (triangle Choke)    | 2     | 1:34 |